# Punta Delmás
La Punta Delmás és un cim de 3.170 m d'altitud, amb una prominència de 13 m, que es troba al massís de la Maladeta, província d'Osca (Aragó). És un avantcim al N del Pic Sayó.